# Charline Van Snick
Charline Van Snick (Lieja, 2 de septiembre de 1990) es una deportista belga que compite en judo.
Participó en tres Juegos Olímpicos de Verano, entre los años 2012 y 2020, obteniendo una medalla de bronce en Londres 2012, en la categoría de –48 kg. En los Juegos Europeos de Bakú 2015 consiguió una medalla de oro en la misma categoría.
Ganó una medalla de bronce en el Campeonato Mundial de Judo de 2013 y seis medallas en el Campeonato Europeo de Judo entre los años 2010 y 2020.

## Palmarés internacional
| Juegos Olímpicos   | Juegos Olímpicos        | Juegos Olímpicos  | Juegos Olímpicos |
| Año                | Lugar                   | Medalla           | Categoría        |
| ------------------ | ----------------------- | ----------------- | ---------------- |
| 2012               | Londres (Reino Unido)   | Medalla de bronce | –48 kg           |
| Campeonato Mundial |                         |                   |                  |
| Año                | Lugar                   | Medalla           | Categoría        |
| 2013               | Río de Janeiro (Brasil) | Medalla de bronce | –48 kg           |
| Juegos Europeos    |                         |                   |                  |
| Año                | Lugar                   | Medalla           | Categoría        |
| 2015               | Bakú (Azerbaiyán)       | Medalla de oro    | –48 kg           |
| Campeonato Europeo |                         |                   |                  |
| Año                | Lugar                   | Medalla           | Categoría        |
| 2010               | Viena (Austria)         | Medalla de bronce | –48 kg           |
| 2012               | Cheliábinsk (Rusia)     | Medalla de plata  | –48 kg           |
| 2013               | Budapest (Hungría)      | Medalla de plata  | –48 kg           |
| 2015               | Bakú (Azerbaiyán)       | Medalla de oro    | –48 kg           |
| 2016               | Kazán (Rusia)           | Medalla de oro    | –48 kg           |
| 2020               | Praga (República Checa) | Medalla de bronce | –52 kg           |